# Kontrapunkt (Star Trek: Vesmírná loď Voyager)
Kontrapunkt (v anglickém originále Counterpoint) je desátá epizoda páté sezóny seriálu Star Trek: Vesmírná loď Voyager.

## Příběh
Loď Voyager prolétá územím Devorů – rasy, která se bojí telepatů a snaží se je vyhladit. Devorský inspektor Kashyk opakovaně podrobuje Voyager ponižujícím prohlídkám, zda nějaké příslušníky telepatických druhů na palubě neukrývá. Kapitán Kathryn Janewayová mu řekne, že všichni telepatičtí členové posádky již zemřeli; ve skutečnosti je během prohlídky ukrývá schované v transportním paprsku, stejně jako dvanáct příslušníků telepatické rasy Brenarů, které Voyager vzal na palubu, aby unikli záhubě od Devorů. Doktorovi dělá starosti, že opakovaný dlouhý pobyt v dematerializované formě v transportéru jim vážně ohrožuje zdraví.
Po jedné z prohlídek přiletí Kashyk na Voyager sám a žádá o azyl. Tvrdí, že se již nechce podílet na pronásledování telepatů a že dojemná příhoda při zatýkání malé holčičky byla pro něho poslední kapkou. Pomůže také Janewayové vyhnout se pasti, kterou na Voyager Devoři připravili. Kapitánka je přesto vůči němu podezřívavá, postupně se s ním však sblíží.
Voyager hledá nestabilní červí díru, skrze niž by se telepaté dostali do bezpečí. Informace o ní jí neochotně prozradí astrofyzik Torat z jedné ze zdejších ras. Když je Janewayová z hledání již zoufalá, vzpomene si na kontrapunkt (princip hudební kompozice) a to ji inspiruje k nalezení fyzikálního principu, kterým odhalí, kde se červí díra objeví příště.
Aby se k ní dostali, musí proletět kolem devorské senzorové stanice. Kashyk prozradí, jak Voyager skrýt před devorskými senzory. Přesto jsou však detekováni. Kashyk prohlásí, že jejich jediná naděje je, aby se vrátil na devorské lodě a osobně vedl další inspekci tak, aby se při ní nic nezjistilo. S Kathryn se rozloučí polibkem.
Jakmile se však na Voyager vrátí v doprovodu devorských lodí, je zřejmé, že celou dobu Janewayové lhal. Podvedená Janewayová bezmocně přihlíží, jak Kashyk svým lidem nařídí materializovat obsah transportérů a hledat na senzorech červí díru. Když ji najdou, vystřelí na ni fotonová torpéda, aby navždy telepatům znemožnili únik.
Brzy však zjistí, že tam není červí díra, ale její imitace, kterou vytvořila Janewayová. V transportéru se místo telepatů materializují jen sudy se zeleninou a v hangáru chybí dva raketoplány. Janewayová řekne Kashykovi to, co od něho mnohokrát slyšela: „Počítači, pusť Mahlerovu symfonii (…). Třeba vám to pomůže se uvolnit…“ Kashyk si uvědomí, že raketoplány unikly devorským senzorům díky technologii, kterou on sám prozradil Janewayové. Janewayová si vychutnává vítězství: „Dal jste nám specifikace, tak mně připadalo škoda je nevyužít.“
Po přenastavení senzorů již Devoři vidí oba raketoplány plné Brenarů, které ovšem, dříve než je Kashykovy lodě mohou dohonit, dorazí na místo skutečné červí díry a navždy zmizí z dosahu Devorů.
Kashykův pobočník Prax má v úmyslu zabavit Voyager a zatknout jeho posádku, ale Kashyk trvá na tom, že o tomto incidentu se jejich nadřízení nesmějí dozvědět, a Voyager propouští. Janewayové při loučení řekne, že její nabídka, aby se k nim připojil, byla lákavá.